# Briosco
Briosco ist eine italienische Gemeinde mit 6126 Einwohnern (Stand 31. Dezember 2023). Briosco liegt in der Lombardei und gehört zur Provinz Monza und Brianza.

## Lage
Briosco liegt etwa 36 km nördlich des Stadtzentrums von Mailand und ist benachbart mit Inverigo, Veduggio con Colzano, Renate, Besana in Brianza, Giussano, Carate Brianza, Verano Brianza.

## Söhne und Töchter der Stadt
- Giuliano Terraneo (* 1953), ehemaliger Football-Spieler
- Gherardo Colombo (* 1946), ehemaliger Richter
- Francesco Magni (* 1949), Songwriter